# Beveridge Webster
Beveridge Webster (ur. 13 maja 1908 w Pittsburghu, zm. 30 czerwca 1999 w Hanoverze) – amerykański pianista i pedagog.
Studiował w Konserwatorium Paryskim pod kierunkiem Isidora Philippa oraz Nadii Boulanger.
Znany jako pedagog, od 1946 do 1990 prowadził klasę fortepianu w nowojorskiej Juilliard School. W 1960 uczestniczył w pracach jury VI Konkursu Chopinowskiego.